# Antonia Elisabeth Korvezee
Antonia Elisabeth (Toos) Korvezee (Wijnaldum, 8 maart 1899 – Den Haag, 17 januari 1978) was theoretisch scheikundige met specialisatie radioactiviteit en de eerste vrouwelijke hoogleraar aan de TU Delft. 
Haar benoeming op 14 april 1954 tot buitengewoon hoogleraar in de theoretische scheikunde was min of meer een compensatie voor eerder misgelopen leerstoelen. Al in 1936 werd zij voor het eerst voorgedragen. Voor haar hoogleraarschap was Korvezee reeds lector in de theoretische scheikunde. Als hoogleraar behield ze het salaris van haar lectorschap.
Korvezee was gespecialiseerd in radioactiviteit. In 1930 promoveerde zij. In de jaren daarna verbleef zij twee keer een half jaar in Parijs om aan het bekende laboratorium van Marie Curie onderzoek te doen naar radioactiviteit. Ondanks haar specialiteit werkte Korvezee niet mee aan de opzet van de latere reactorcentrum op het terrein van de Technische Universiteit Delft. 
Korvezee stierf op 78-jarige leeftijd, vermoedelijk door stralingsziekte die ze opliep bij haar onderzoek. Veel mensen zagen of zien Korvezee als een feminist, ze was echter nooit actief betrokken bij de vrouwenbeweging. 

## Eerbetoon
- In 1989 stelde de Technische Universiteit Delft een jaarlijks emancipatieprijs in waaraan haar naam verbonden werd, maar deze werd na enkele jaren weer opgeheven.
- In 2017 werd prof. dr. ir. Korvezee geselecteerd voor de Alumni Walk of Fame[2] ter gelegenheid van het 175-jarig bestaan van de TU Delft. Korvezee kreeg dit eerbetoon omdat zij de eerste vrouwelijke hoogleraar was aan de Technische Hoogeschool.
- Op de campus van de TU Delft zijn verder een straat, een collegezaal en een vergaderzaal naar haar vernoemd.
- In Heerhugowaard is in 2009 de Antonia Korvezeetuin naar haar vernoemd.
- Nijmegen heeft sinds 2013 een Toos Korvezeepad.